# 和肯斯維
霍金斯維爾（英語：Hawkinsville）是一個位於美國喬治亞州普瓦斯基縣的城市。根據2010年美國人口普查，該地人口為4589人，而該地的面積約為11.60平方千米。同時該地也是普瓦斯基縣的縣治。

## 地理
霍金斯維爾的座標為32°17′01″N 83°28′36″W / 32.28361°N 83.47667°W，而該地的平均海拔高度為80米（即262英尺）。